# Tell Me I'm Not Dreamin' (Too Good to Be True)
"Tell Me I'm Not Dreamin' (Too Good to Be True)" là ca khúc do hai anh em Jermaine và Michael Jackson thể hiện, nằm trong album của Jermaine Jackson, Jermaine Jackson tại Hoa Kỳ và Dynamite tại Anh và các quốc gia khác. Bài hát được đề cử cho giải Grammy năm 1985 hạng mục ca khúc R&B xuất sắc của một nhóm nhạc hoặc song ca. Nó cũng rất thành công trên bảng xếp hạng Billboard Hot Dance Club Play với ba tuần liên tiếp ở vị trí quán quân vào tháng 6 năm 1984.